# Helmut Berthold
Helmut Berthold (* 19. April 1911 in Leipzig; † 20. September 2000 in Lübeck) war ein deutscher Feldhandballspieler.
Berthold war für den FC Sportfreunde Leipzig aktiv. Er gehörte 1936 der Mannschaft an, welche die Goldmedaille bei den Olympischen Sommerspielen in Berlin gewann. Während des olympischen Turniers wurde er in drei Spielen eingesetzt und erzielte dabei zehn Treffer.